# RTL Passion
RTL Passion – niemiecka stacja telewizyjna dla kobiet, należącą do RTL Group. Wystartowała 27 listopada 2006 roku.
Stacja emituje opery mydlane, seriale telewizyjne, telenowele oraz filmy. Dostępna jest w ofercie telewizji satelitarnych, telewizji kablowych oraz w naziemnej telewizji cyfrowej (DVB-T).

## Programy

### Seriale telewizyjne
- Alle zusammen – jeder für sich
- Azul – Paradies in Gefahr
- Die wilde Rose
- Dr. Stefan Frank – Der Arzt, dem die Frauen vertrauen
- Ewige Schuld
- Falcon Crest
- Gute Zeiten, schlechte Zeiten
- Heartland – Ein Paradies für Pferde
- Hinter Gittern – Der Frauenknast
- Marimar
- Matchball
- OP ruft Dr. Bruckner – Die besten Ärzte Deutschlands
- Rubí – Bezauberndes Biest
- Ruf des Herzens
- Salome
- Sekretny dziennik call girl
- St. Tropez
- Titans – Dynastie der Intrigen
- Traumhochzeit
- To, co najważniejsze
- Unter Uns
- Verbotene Liebe
- Vom Leben betrogen
- Westerdeich

### Filmy
- Alice's Adventures in Wonderland
- Duma i uprzedzenie
- Sophie – Sissis kleine Schwester